# Halvor Birch
Halvor Birch (21. februar 1885 i Horsens - 5. juli 1962 i København) var en dansk gymnast medlem af Handelsstandens Gymnastikforening i København. 
Halvor Birch deltog i de Olympiske mellemlege 1906 i Athen, og var ved den lejlighed med til at sikre Danmark sølvmedaljer i holdkonkurrencen i gymnastik. Norge vandt guld. 
Han vandt en bronzemedalje under OL 1912 i Stockholm. Han var med på det danske hold som kom på en tredjeplads i holdkonkurrencen for hold i frit system. Norge vandt konkurrencen. 
Under OL 1920 var han gymnastikleder for det danske hold som vandt guld i holdkonkurrencen (frit system). Efterfølgende blev Halvor Birch medlem af Danmarks Olympiske Komité 1920-1924, og som sekretær for komitédeen deltog han med i sit sidste OL i Paris 1924.
Halvor Birch var fra 1906 til 1918 gymnast på holdet, som Handelsstandens Gymnastikforening (HG) stillede med. I denne periode vandt HG det danske mesterskab i holdgymnastik fire gange. Endvidere deltog Halvor Birch seks gange i DM i enkeltmandsgymnastik, ligesom han var aktiv cricketspiller.
Halvor Birch flyttede i 1904 fra Horsens til København hvor han arbejdede som kontorist assistent og grosserer.